# Gynacantha mocsaryi
Gynacantha mocsaryi là loài chuồn chuồn trong họ Aeshnidae. Loài này được Förster mô tả khoa học đầu tiên năm 1898.

## Hình ảnh

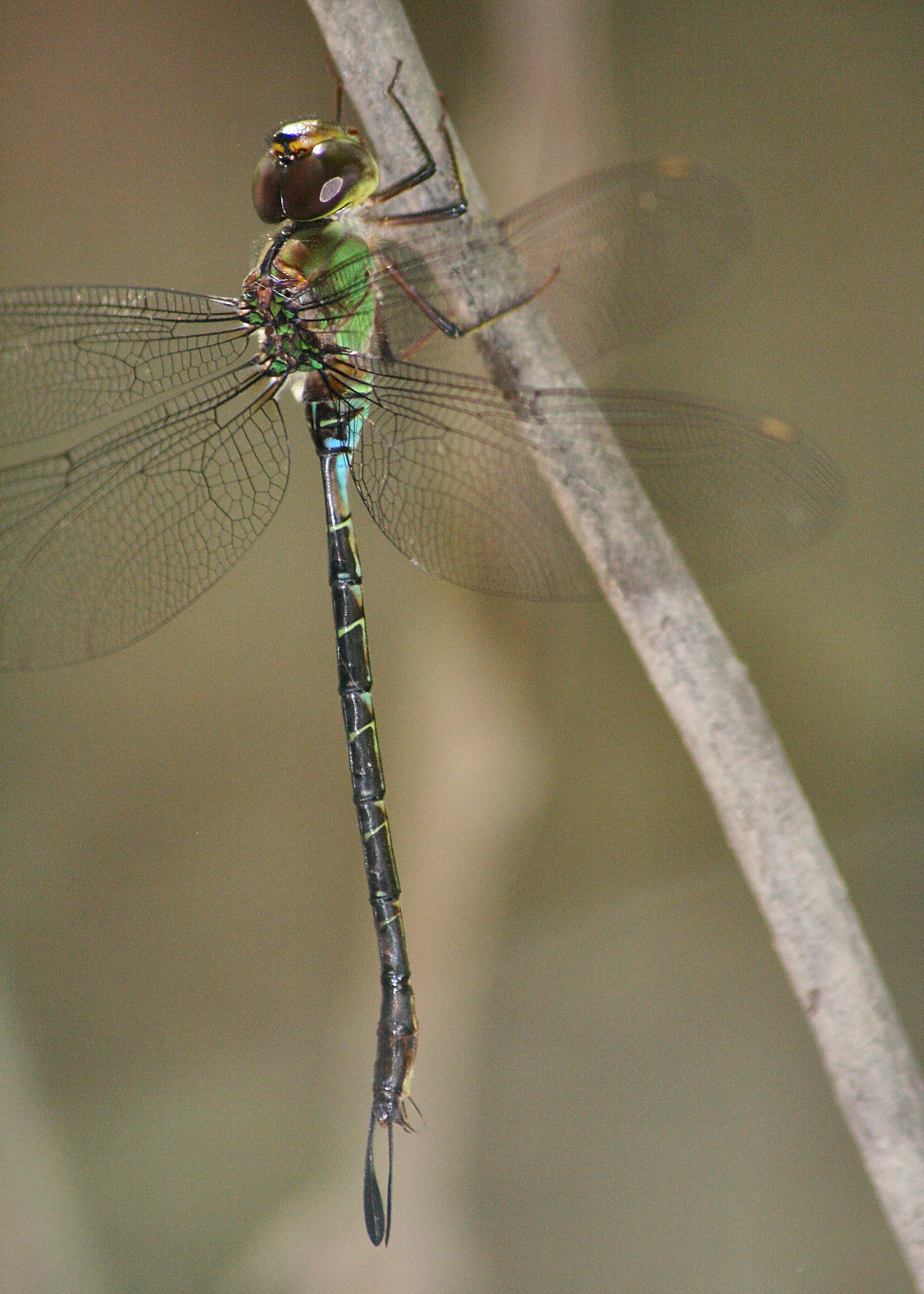